# Municipio de Dubuque
El municipio de Dubuque (en inglés: Dubuque Township) es un municipio ubicado en el condado de Dubuque en el estado estadounidense de Iowa. En el año 2010 tenía una población de 6585 habitantes y una densidad poblacional de 177,1 personas por km².

## Geografía
El municipio de Dubuque se encuentra ubicado en las coordenadas 42°31′52″N 90°44′25″O / 42.53111, -90.74028. Según la Oficina del Censo de los Estados Unidos, el municipio tiene una superficie total de 37.18 km², de la cual 35.8 km² corresponden a tierra firme y (3.71%) 1.38 km² es agua.

## Demografía
Según el censo de 2010, había 6585 personas residiendo en el municipio de Dubuque. La densidad de población era de 177,1 hab./km². De los 6585 habitantes, el municipio de Dubuque estaba compuesto por el 97.31% blancos, el 0.7% eran afroamericanos, el 0.03% eran amerindios, el 0.96% eran asiáticos, el 0.03% eran isleños del Pacífico, el 0.29% eran de otras razas y el 0.68% pertenecían a dos o más razas. Del total de la población el 1.31% eran hispanos o latinos de cualquier raza.